# Les Eaux troubles de Javel
Les Eaux troubles de Javel est un roman policier français de Léo Malet, paru en 1957 aux Éditions Robert Laffont. C'est le dixième des Nouveaux Mystères de Paris, série ayant pour héros Nestor Burma.

## Résumé
Décembre est bien doux cette année-là, mais Hortense Demessy n’en a cure. Enceinte et sans le sou, elle vient solliciter l’aide de Nestor Burma : il doit lui ramener son mari Paul Demessy, un ancien clochard devenu manœuvre qui a disparu sans laisser de traces.
Burma fait le tour du quartier. Il consulte la voyante Zorga Tinea, surnommée par Burma la « Pythie respectueuse », interroge la Wanda de la place de Breteuil et la lumineuse Jeanne qui habite un affreux HLM. Il pousse ses recherches et visite les usines Citroën, le Bal Nègre de la rue Blomet, le café de la rue Payen et vérifie les abords du pont Mirabeau. S'il ne retrouve pas le disparu, s'il tombe sur un trafic d'armes au profit du FLN, il bute plus d’une fois sur des cadavres...

## Aspects particuliers de l'ouvrage
Le roman se déroule dans le 15e arrondissement de Paris.
Les lieux industriels vastes et dépeuplés de cet arrondissement de Paris confèrent à ce roman de la série des Nouveaux Mystères de Paris un coloris plus sombre.

## Éditions
- Éditions Robert Laffont, 1957
- Le Livre de poche no 4024, 1974
- Éditions des Autres, 1979
- Fleuve noir, Les Nouveaux mystères de Paris no 10, 1983 ; réédition en 1994
- 10-18, Grands détectives no 1812, 1986
- Éditions Robert Laffont, collection Bouquins, 1986 ; réédition en 2006
- Presses de la Cité, 1989

## Adaptation

### À la télévision
- 1994 : Les Eaux troubles de Javel, épisode 3, saison 3, de la série télévisée française Nestor Burma réalisé par Alain Bloch, avec Guy Marchand dans le rôle-titre.

## Sources
- Jacques Baudou (dir.), Les Nombreuses Vies de Nestor Burma, Nantes, Les Moutons électriques, coll. « La Bibliothèque rouge no 18 », 2010, 333 p. (ISBN 978-2-36183-003-8, OCLC 670472170), p. 131.
- Francis Lacassin, Sous le masque de Léo Malet, Nestor Burma, Amiens, Encrage, coll. « Portraits » (no 4), 1991 (ISBN 978-2-906-38932-8, OCLC 406670086), p. 88-92
- Jean Tulard, Dictionnaire du roman policier : 1841-2005. Auteurs, personnages, œuvres, thèmes, collections, éditeurs, Paris, Fayard, 2005, 768 p. (ISBN 978-2-915793-51-2, OCLC 62533410), p. 241-242.